# Solenta Aviation
Solenta Aviation — південноафриканська авіакомпанія зі штаб-квартирою в місті Лансерія (ПАР), що працює на ринку чартерних пасажирських перевезень місцевого значення.
Портом приписки авіакомпанії є Аеропорт Лансерія.

## Флот
Станом на квітень 2010 року повітряний флот авіакомпанії Solenta Aviation становили такі літаки:
- 1 ATR 42-300
- 2 ATR 42-300F — працюють за договором з DHL Express
- 1 ATR 42-320 — в лізинг в авіакомпанії Pelican Air Services
- 1 ATR 42-320F — працює за договором з DHL Express
- 1 ATR 72